# Викерс, Кэтрин
Кэтрин Викерс (англ. Catherine Vickers; род. 24 июля 1952, Реджайна) — канадская пианистка и музыкальный педагог. Племянница певца Джона Викерса.
Училась музыке в Эдмонтоне, затем в Ганноверской Высшей школе музыки и театра у Ханса Лейграфа и Бернхарда Эберта. В 1979 г. стала победительницей Международного конкурса пианистов имени Бузони, в 1981 г. была удостоена третьей премии на Сиднейском международном конкурсе пианистов.
С 1981 г. живёт и работает преимущественно в Германии, сперва как преподаватель Высшей школы Фолькванг, а с 1998 г. как профессор Ганноверской Высшей школы музыки и театра.
Наиболее известна как специалист по новейшей музыке. Постоянным сотрудничеством связана, в частности, с композитором Димитрисом Терзакисом. Автор двухтомного учебного пособия «Слушая рукой» (англ. The Listening Hand) по развитию у пианистов навыков исполнения современной академической музыки.